# ناهويل تيناغليا
فاكوندو ناهويل تيناغليا (21 فبراير 1996) هو لاعب كرة قدم أرجنتيني، يلعب كمدافع لنادي ديبورتيفو ألافيس الإسباني، على سبيل الإعارة من تاليريس.